# Белорусско-чехословацкие отношения
Белорусско-чехословацкие отношения включали в себя контакты официальной Праги с белорусской эмиграцией и БССР.

## Рада БНР в изгнании
После гражданской войны в России в Чехословакию произошёл наплыв эмигрантов из Белоруссии, сторонников Рады БНР. Здесь также осели некоторые военнопленные, захваченные в годы Первой мировой. Выбор этой страны обусловлен общеславянской близостью и гуманитарными программами, которые чехословацкое государство организовало для беженцев. Белорусы смогли получать среднее и высшее образование в государственных образовательных учреждениях. Прага, столица страны, стала политическим центром белорусской эмиграции. Сюда же перебралась Рада БНР.
Осенью 1919 года правительство БНР в изгнании своим представителем в стране назначила Николая Вершинина. Он должен был наладить постоянные контакты с чехословацким правительством, добиться официального признания БНР со стороны Праги, информировать чехословацкое общество о политическом и культурном положении Беларуси. 1 февраля 1920 года Вершинин наделён правами консула. Чехословацкие власти поддерживали с ним контакты как с частным лицом. Только после создания Белорусской громады в Праге он стал выступать перед чехословацкими властями в качестве представителя данной организации, то есть от имени организованного белорусского населения Чехословакии.

## Белорусская ССР
В 1966 году установлены двухсторонние контакты между Гомельской областью БССР и Южно-Чешской областью ЧССР.
Поддерживались контакты по образовательной линии. Студенты из БССР проходили стажировку в ЧССР. В 1964 году 4 студента БГУ получили возможность в течение года обучаться в ЧССР. В 1968 году БПИ (сейчас БНТУ) установил постоянные контакты с высшей технической школой в Братиславе.
По состоянию на 1984 года белорусские предприятия и организации имели 36 партнёров в ЧССР.

### Выездной туризм
Особое место в Советской Белоруссии отводилось молодёжному туризму. Осуществление молодёжного туризма в 1960-е годы было поручено Бюро молодёжного туризма «Спутник» при ЦК ЛКСМБ. Одна из первых студенческих групп была сформирована в 1956 году для поездки в Чехословакию. За разрешением для осуществления поездки Белорусский совет профсоюзов обязан был обратиться в отдел административных органов ЦК КПБ. Он дал разрешение и утвердил список туристской группы, в которую входили 9 студентов из БГУ, 11 — из БПИ, представители других вузов.
31 мая 1961 года было создано Белорусское отделение Союза чехословацко-советской дружбы (БелОСЧСД). С начала 1960-х годов БелОСЧСД начало проводить туристические поездки в ЧССР. В первые группы включались, в основном, представители партийной номенклатуры, творческая и научная интеллигенция. Первые организованные посещения Чехословакии носили ознакомительный характер. Широко распространённой стала практика выезда белорусских детей на оздоровление в ЧССР. Кроме того, в летний период преподаватели из БССР выезжали в пионерские лагеря на территории ЧССР, где проводили занятия по русскому языку.
БелОСЧСД сыграло немаловажную роль в расширении белорусско-чехословацких культурных связей, взаимном ознакомлении двух народов с историей, традициями, жизненным укладом друг друга. Большинство поездок туристических групп были составлены таким образом, что представители БССР имели возможность не только ознакомиться с достопримечательностями ЧССР, но и посетить интересующие их с профессиональной точки зрения предприятия и учреждения. Как правило, у участников поездок складывалось положительное впечатление о Чехословакии, отдельные неприятные инциденты были обусловлены низкой языковой компетенцией гидов, предоставляемых чехословацкой стороной, непониманием советскими гражданами некоторых нюансов жизни незнакомой страны. В то же время в деятельности проявлялись типичные для большинства советских учреждений бюрократизм и невысокая степень мобильности.